# Proposition (grammaire)
Pour les articles homonymes, voir Proposition.
 (décembre 2018).
En grammaire scolaire, une proposition est un syntagme articulé autour d'un verbe (qui peut être sous-entendu : proposition elliptique).

## Les propositions indépendantes
Les propositions indépendantes fonctionnent en autonomie, et ne dépendent donc d'aucune autre proposition, c'est-à-dire qu'elles ont un sens même si l'on ne lit pas le reste de la phrase. Il en existe deux types : la juxtaposition et la coordination.

### La juxtaposition
La juxtaposition est une coordination sans l'emploi d'un coordonnant.
Les propositions juxtaposées sont reliées aux autres propositions à l'aide d'un signe de ponctuation, tels la virgule, le point-virgule, ou le deux-points. On dit alors qu'elles sont dans une structure paratactique.
Exemples :
« Il la reconstruit dans la solitude ; il la reconstruit avec l'herbe du cimetière, avec l'ombre des cyprès. » (Victor Hugo, Les Châtiments, 1853)

### La coordination
Définitions: La coordination consiste à joindre par un coordonnant des unités syntaxiques de même niveau. On appelle coordonnant (coord.) le mot ou la locution qui relie les unités coordonnées. (Chartrand.S.1999)
Les propositions indépendantes coordonnées sont reliées à l'aide d'une conjonction de coordination (mais, ou, et, donc, or, ni, car) ou à l'aide d'un adverbe de liaison.
Exemples :
« Mathieu surtout se prenait d'amitié pour Étienne, car il avait le respect de l'ouvrage bien fait. » (Émile Zola, Germinal, 1885)

## La subordination
Dans le phénomène de la subordination existe un rapport d'inclusion ou d'enchâssement d'une proposition (appelée proposition subordonnée ou encore proposition enchâssée) dans une autre (appelée proposition principale ou encore proposition matrice ou imbriquante). Cela signifie que la proposition subordonnée occupe la place d'un constituant dans la proposition principale (elle peut être son sujet, son COD, un complément du nom, un complément circonstanciel, etc.).
J'écris un article qui peut être intéressant.
Je pense qu'il a raison. 
Ici, la proposition qui peut être intéressant est dépendante (ou subordonnée) de la proposition matrice J'écris un article, qui est donc une proposition principale. De même, qu'il a raison est dépendante de la principale Je pense
La grammaire traditionnelle procède parfois à un découpage erroné qui consiste à isoler la principale par soustraction de la subordonnée (elle considérera dans les exemples ci-dessus que les principales sont Je pense ou J'écris un article). Or la proposition subordonnée fait partie intégrante de la principale dont elle est un constituant à part entière.

## Les différents types de propositions subordonnées
Traditionnellement, on classe les subordonnées selon deux critères : 
- la morphologie du verbe de la subordonnée (propositions à verbes finis ou conjugués, propositions infinitives, propositions participiales, etc.) ;
- la distribution de la proposition subordonnée (sa classe d'équivalence, sa nature dans la phrase).

### Les relatives
La proposition subordonnée relative est introduite par un pronom relatif. Sa fonction est le plus souvent complément de l'antécédent et elle sert généralement d'expansion du nom. Il s'agit donc le plus souvent d'un élément constitutif du syntagme nominal qui fonctionnera comme postmodificateur du nom (d'où parfois le terme de « relatives adjectivales ») : 
Je connais l'homme qui a loué cette voiture.
C'est la choucroute que j'ai achetée hier.
J'ai vu le film dont les critiques ont été bonnes.
Il faut noter qu'il existe des relatives dites égales (également appelées « relatives libres » ou « relative à antécédent incorporé ») qui n'ont pas d'antécédent :  
Vincent aime ce que Fabienne a dit. 
Marc a détruit ce qu'il a construit. 
Qui aime bien châtie bien 
L'antécédent est en quelque sorte amalgamé au pronom relatif. Ainsi, ce qui peut être remplacé par la chose qui.

### Les propositions complétives ou nominalisées ou conjonctives
Elles sont équivalentes à des groupes nominaux dans la proposition principale. On peut donc normalement les remplacer par des pronoms ou des GN. Elles occuperont donc toutes les fonctions de ce dernier : sujet, COD, complément du nom, complément de l'adjectif, etc. Il existe des complétives à forme finie (dont le verbe est conjugué soit au subjonctif soit à l'indicatif) et introduites par la conjonction de subordination que :
Je pense que je viendrai. (complétive : COD du verbe penser)
J'ai peur qu'il vienne.  (COI de la locution verbale ai peur)
Que mon père soit mort est de notoriété publique. (complétive : sujet du verbe être (ici sous la forme est))

### Les propositions adverbiales ou circonstancielles
Elles sont équivalentes à des groupes adverbiaux et sont des circonstants de la phrase. On peut donc normalement les déplacer ou les supprimer. Elles sont introduites par des conjonctions de subordination : quand, bien que, alors que, comme, après que, avant que, pendant que, parce que, etc. Elles sont classées en général en fonction de leur valeur sémantique : cause, temps, conséquence, concession, condition, opposition, but, comparaison. Le verbe est en général à la forme finie (indicatif ou subjonctif), plus rarement à l'infinitif.
Il s'est confessé parce qu'il a menti. (cause)
Angela prenait son bain quand Tony est arrivé.  (temps)
Bien qu'il soit fatigué, il a réussi à finir la course. (concession)

### Les interrogatives indirectes
Elles ont une distribution nominale et sont par conséquent dans certaines grammaires classées parmi les complétives. La proposition subordonnée interrogative indirecte est introduite soit par l'adverbe interrogatif si, dans le cas d'une interrogation fermée, soit par un terme interrogatif, similaire à celui de la version directe, tel un pronom (qui, que, quoi, lequel, etc.), un déterminant (quel, quelle, quels, quelles), ou un adverbe (où, quand, comment, pourquoi, combien, etc.).
Je ne sais pas si tu viendras (Viendras-tu ?).
Je me demande qui apportera le saint-nectaire (Qui apportera le saint-nectaire ?).
La proposition interrogative indirecte est en général COD du verbe (Je me demande si tu es déjà parti.). Cependant, d'autres fonctions demeurent possibles, notamment dans le registre soutenu (COI, complément d'adjectif ou de nom), lesquelles varient selon le mot support qui appellent la proposition même. Ce mot support (adjectif, verbe, nom) doit naturellement impliquer l'ignorance, le doute ou l'incertitude. Ce dernier peut provenir du sens du verbe ou bien de la polarité négative de l'énoncé.
J'ignore s'il est parti. (la proposition s'il est parti est COD d’ignorer qui exprime une ignorance)
Je ne me souviens pas comment il a réussi son test.
Ici, la proposition comment il a réussi son test est complément d'objet indirect de se souvenir. L'idée de doute ou d'ignorance provient de la forme négative du verbe.

### Classement des propositions subordonnées en fonction de la morphologie du verbe

#### Les propositions infinitives
La proposition subordonnée infinitive peut parfois être introduite par un mot introducteur appelé complémenteur (en général de) mais n'est le plus souvent introduite par aucun mot subordonnant. Les propositions infinitives peuvent être  de natures diverses : il peut s'agir de complétives, de relatives, d'interrogatives indirectes ou d'adverbiales…
J'entends la neige tomber (J'entends que la neige tombe).
Je lui ai demandé de venir. (complétive infinitive : Je lui ai demandé qu'il vienne).
Je ne sais pas quoi faire.
Je cherche des endroits à visiter. (relative infinitive : des endroits que je pourrais visiter).
Il est venu pour nous parler. (adverbiale infinitive de but).

#### Participiale
La proposition subordonnée participiale n'a pas de mot introducteur ; on la reconnaît par la présence d'un participe présent ou passé.
Cicéron ayant été consul, il n'a aucun conseil à recevoir de vous.